# Warszawa Śródmieście

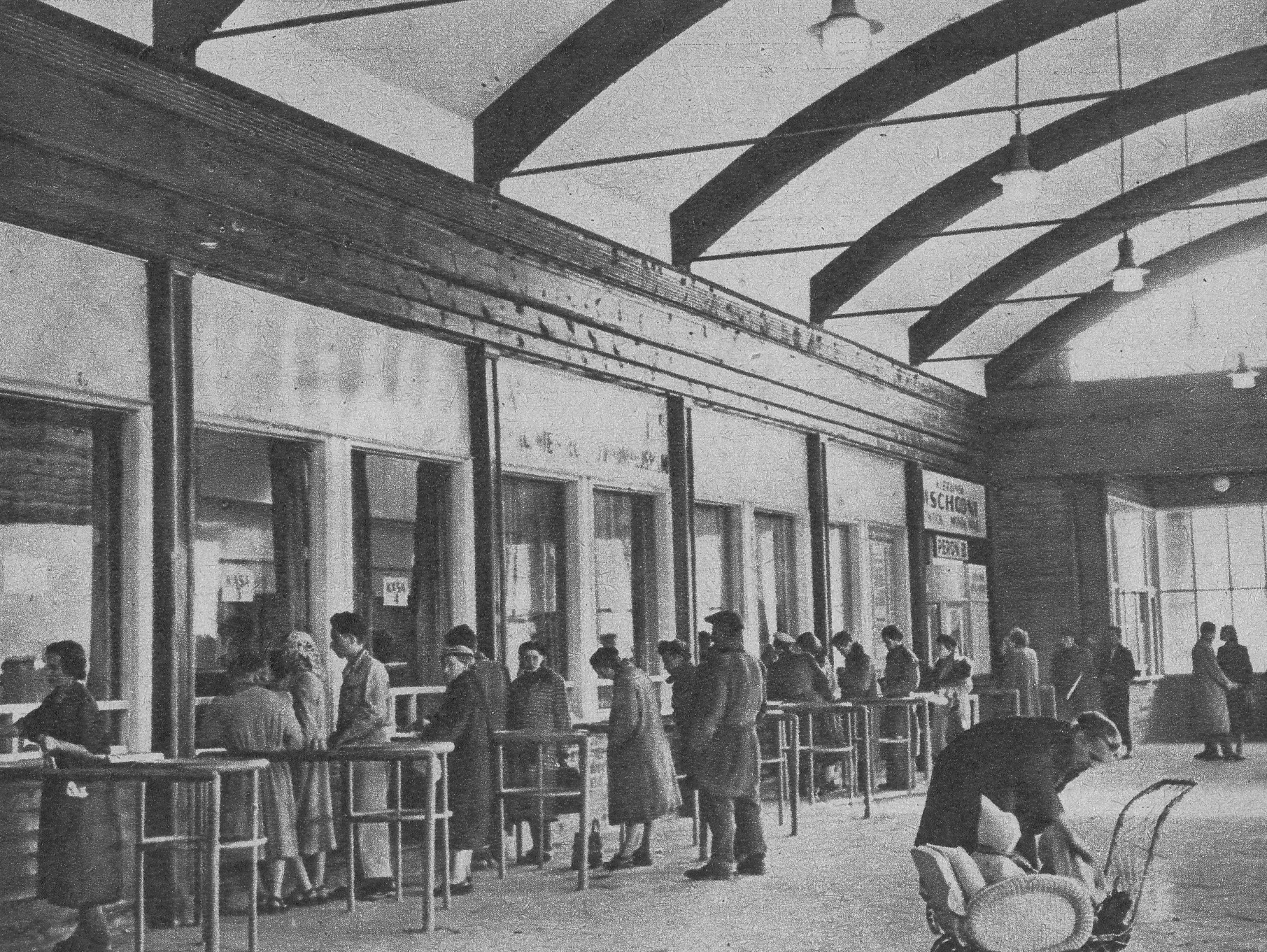
Hala prowizorycznego dworca w 1954

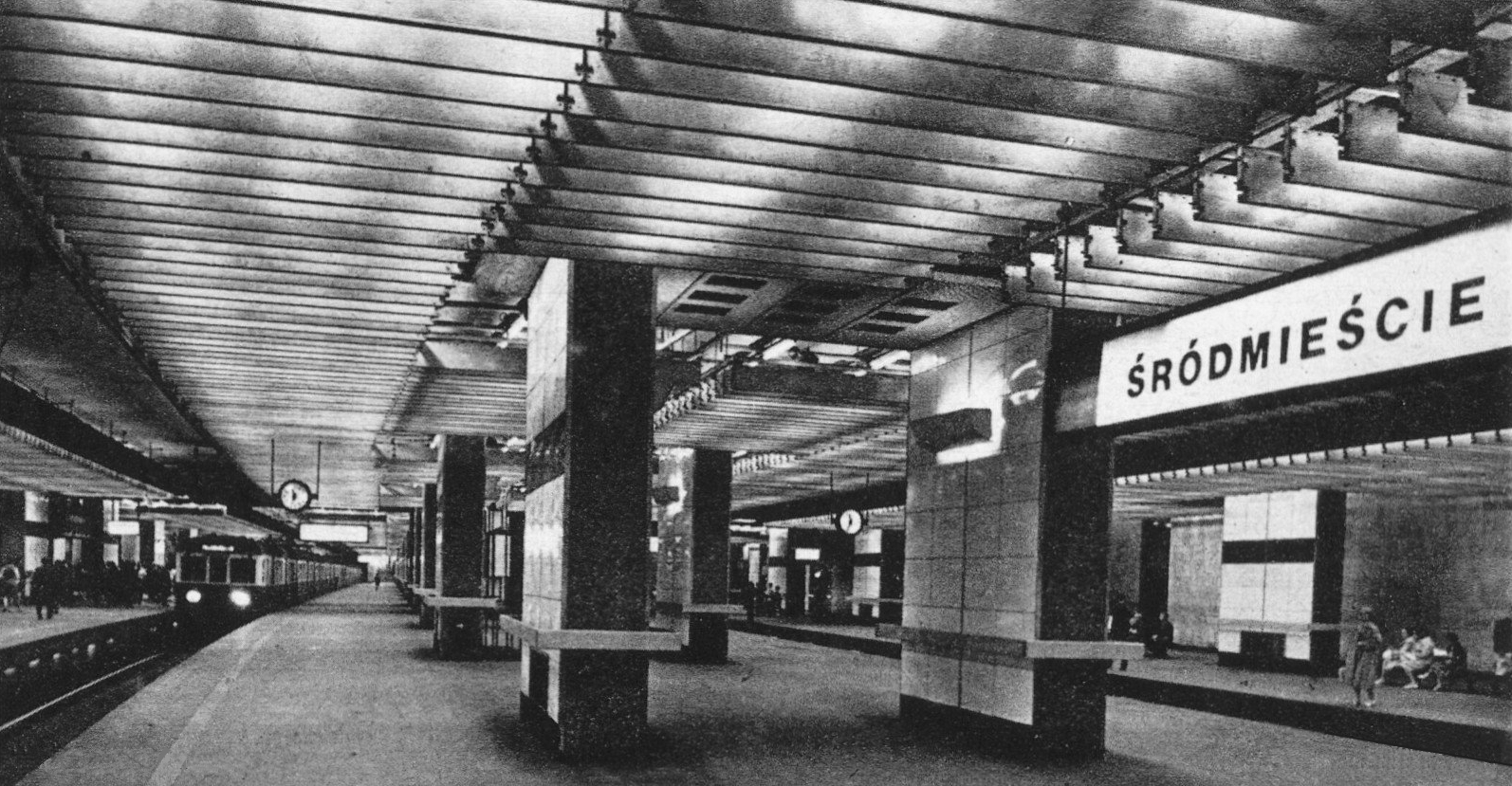
Hala peronowa dworca w 1968

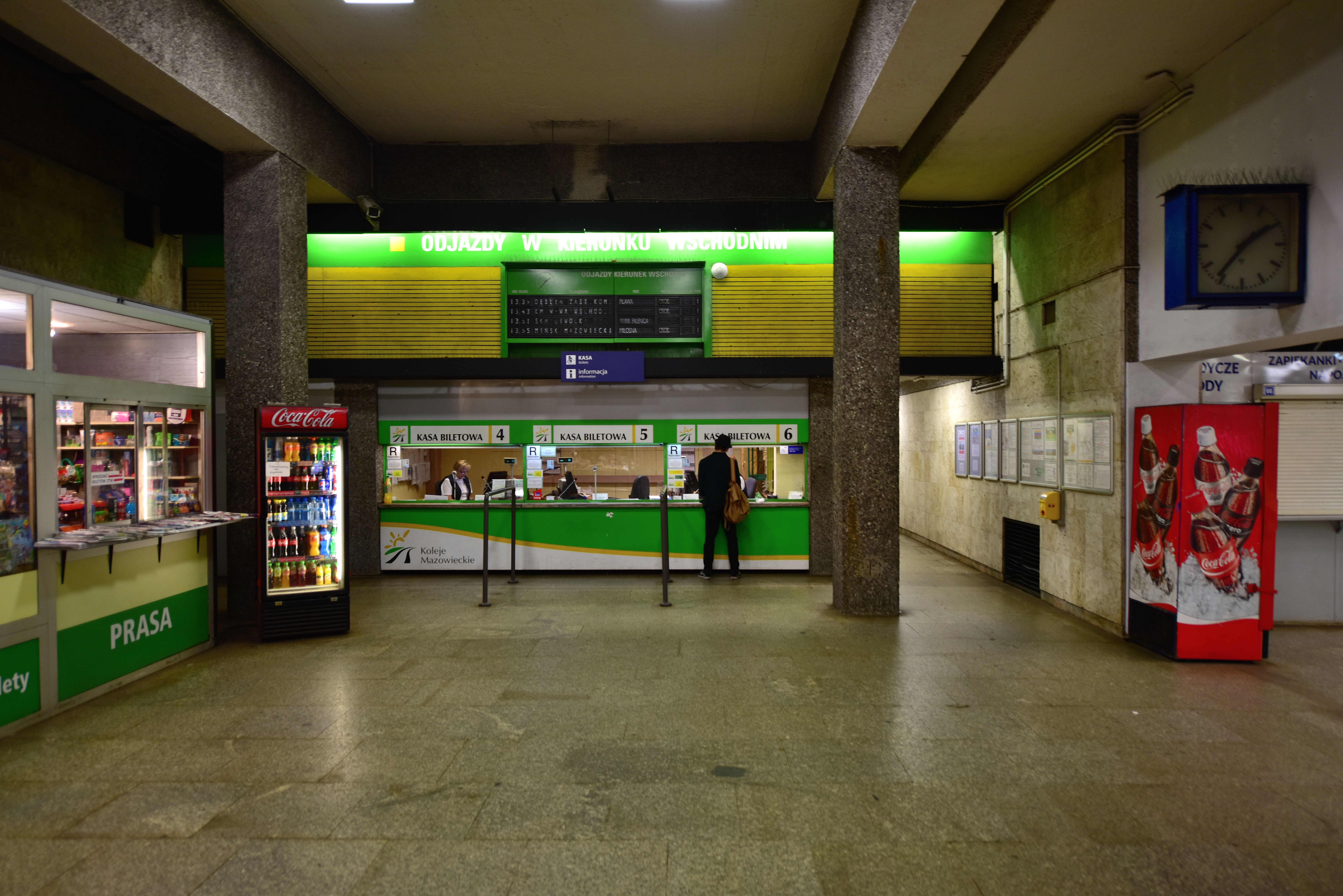
Kasy biletowe

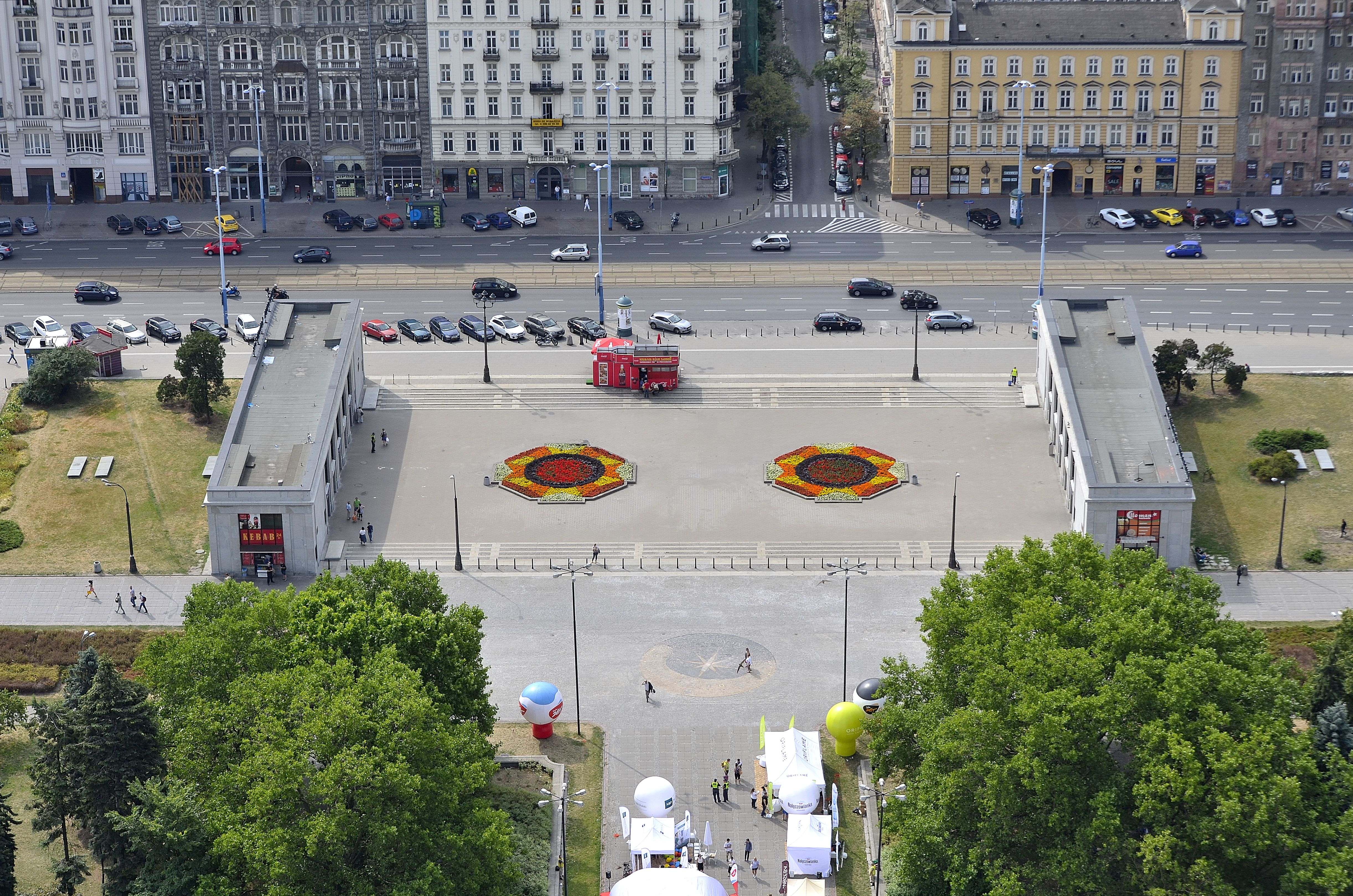
Naziemne pawilony dworca Warszawa Śródmieście widziane z 30. piętra PKiN

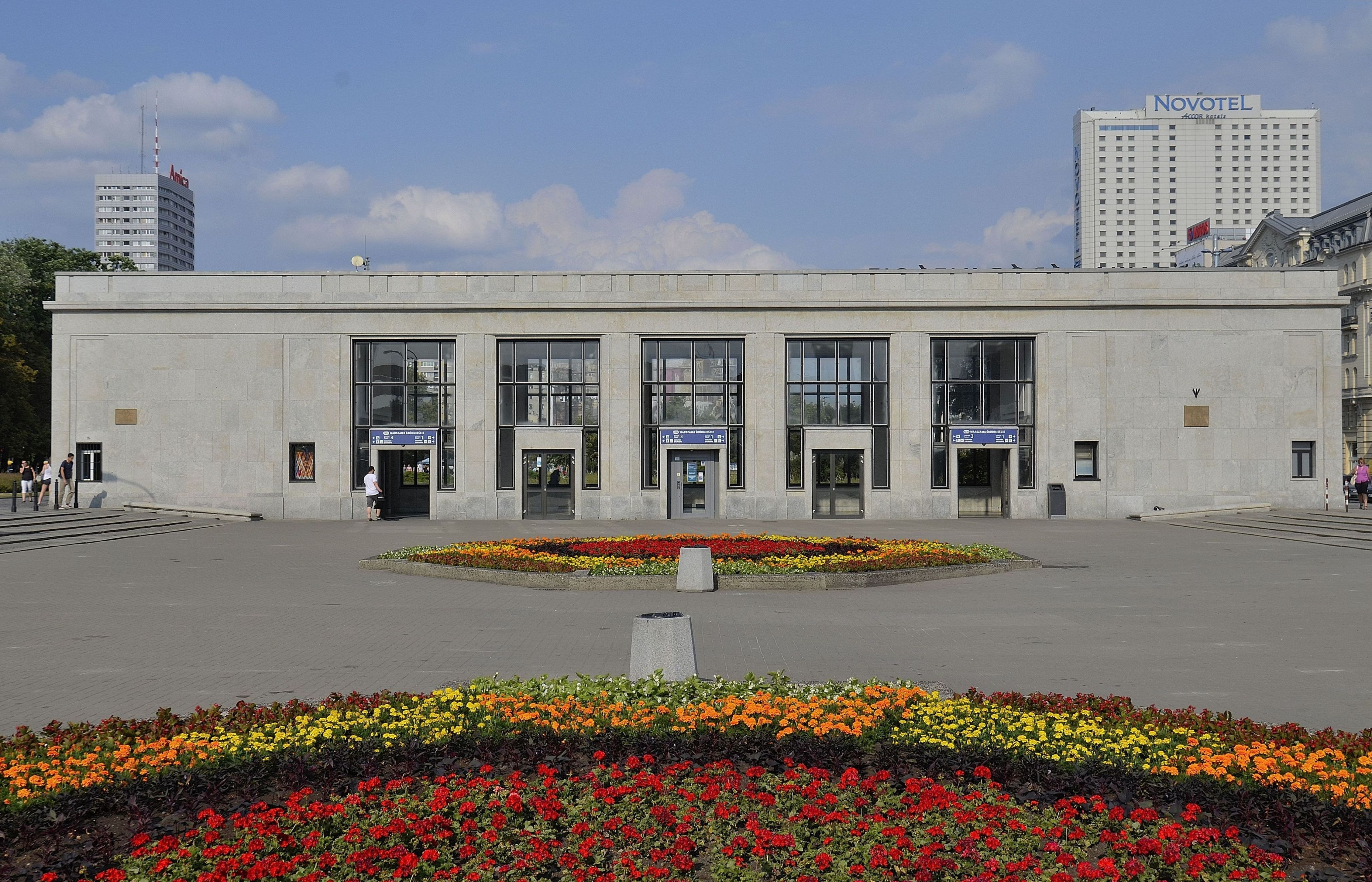
Wschodni pawilon dworca

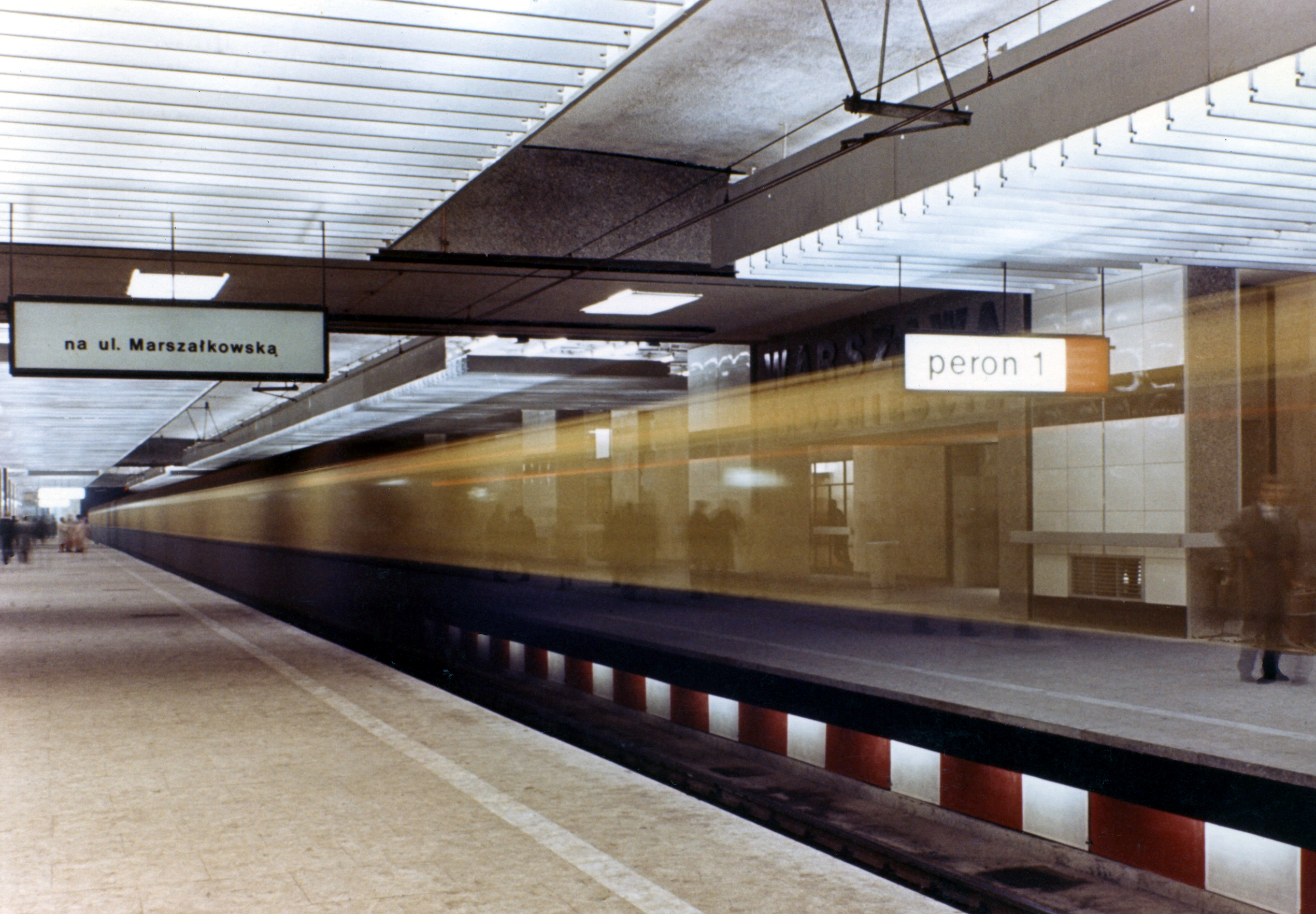
Nowo otwarty podziemny dworzec kolejowy Warszawa Śródmieście w 1963

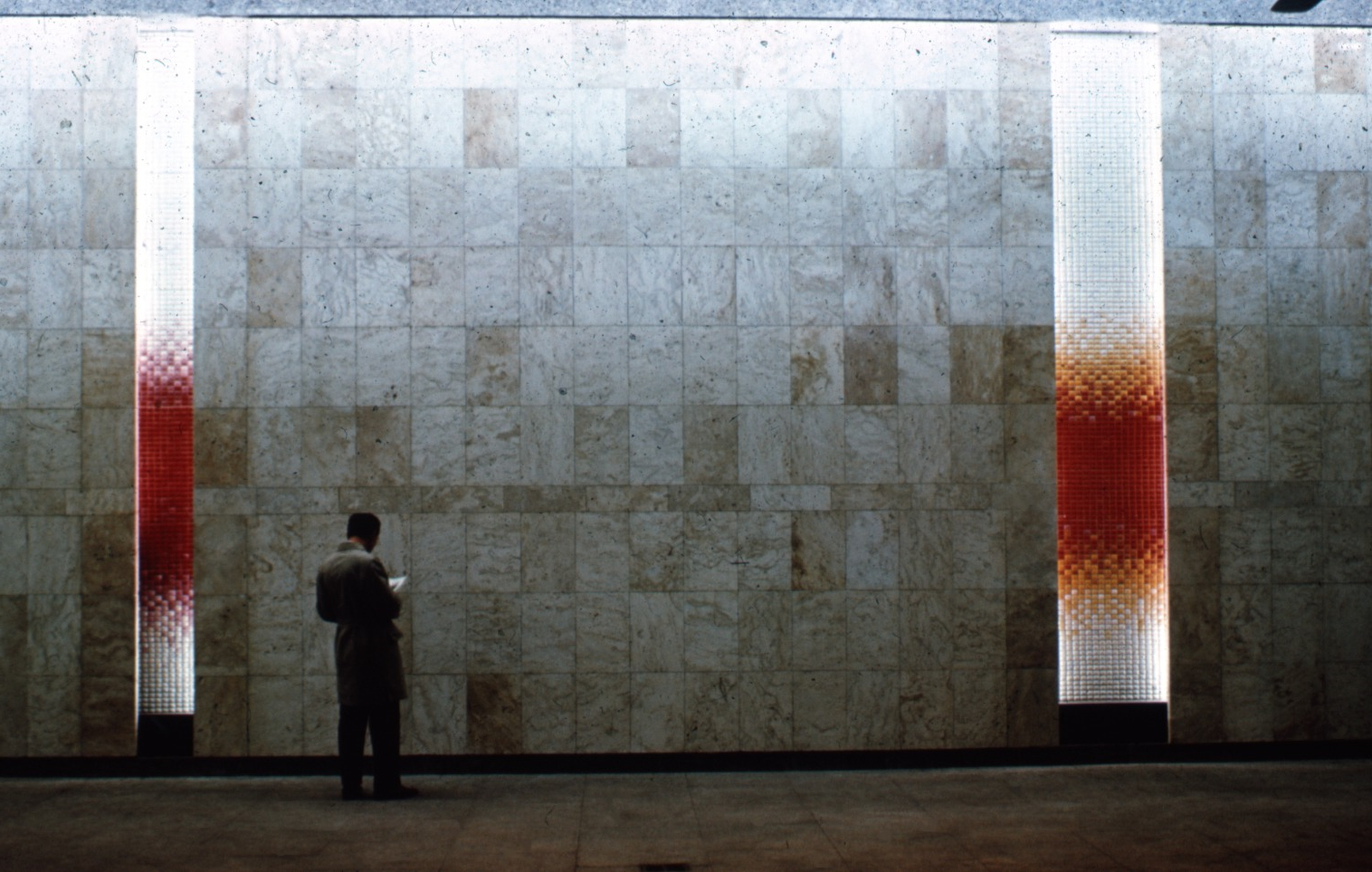
Mozaika ceramiczna Wojciecha Fangora na trawertynie w stylu op-art z 1963 w podziemnej części dworca, pierwotnie wszystkie mozaiki były podświetlone od spodu świetlówkami.

Warszawa Śródmieście – przystanek i podziemny dworzec kolejowy w Warszawie znajdujący się na warszawskiej linii średnicowej przy Alejach Jerozolimskich 50, pomiędzy ulicami Marszałkowską i Emilii Plater. Obsługuje jedynie ruch aglomeracyjny i regionalny.
Według klasyfikacji PKP ma kategorię dworca aglomeracyjnego.

## Historia
Dworzec powstał w miejscu przedwojennego, istniejącego do 1944 Dworca Głównego, na terenie dawnego Dworca Wiedeńskiego.
Pierwszy prowizoryczny dworzec Warszawa Śródmieście został zbudowany w 1949 (otwarcie nastąpiło 23 czerwca 1949). Powstał w ramach odbudowy warszawskiej linii średnicowej ze zniszczeń wojennych. Mieścił się on w drewnianym pawilonie u zbiegu ulic Marszałkowskiej i Alej Jerozolimskich. Początkowo perony dworcowe mieściły się w wykopie.
W 1952, w ramach porządkowania rejonu Pałacu Kultury i Nauki, obiekt przeniesiono na zachód, w miejsce obecnego Dworca Centralnego, gdzie wybudowano kolejny prowizoryczny dworzec. Składał się on z dwóch drewnianych pawilonów. Teren pierwszego dworca przykryto płytą betonową, na której urządzono zieleńce. Przeniesienie dworca na zachód umożliwiło przystąpienie do budowy trzeciego – już stałego – dworca pod płytą przykrywającą wykop linii średnicowej.
W 1955 ukończono budowę dwóch pawilonów wejściowych do nowego stałego dworca według projektu architektów Arseniusza Romanowicza i Piotra Szymaniaka. Wybudowano także część podziemną w stanie surowym, opartą na murach podziemnej części dworca Warszawa Główna. Pawilony umieszczono symetrycznie względem osi Pałacu Kultury i Nauki.
Prace w podziemnej części dworca wznowiono po 1960 i zakończono w 1963 roku. Nowoczesny projekt wnętrz wykonali artyści z Akademii Sztuk Pięknych w Warszawie: Wojciech Fangor, Jerzy Sołtan, Zbigniew Ihnatowicz, Wiktor Gessler, Adolf Szczepiński, Bogusław Smyrski i Lech Tomaszewski. Drewniane pawilony poprzedniego dworca przeznaczono na tymczasowy Dworzec Centralny dla pociągów dalekobieżnych wykorzystujących linię średnicową.
W trakcie budowy dworca w 1963 roku powstał fragment tunelu pieszego w kierunku wschodnim, który miał w przyszłości prowadzić z peronu 2. do stacji metra (pomimo tego, że budowę metra wstrzymano w 1957 roku). Część podziemna dworca została otwarta 29 września 1963 roku.
Dworzec składa się z części podziemnej (perony i osobne zespoły kas) oraz dwóch naziemnych pawilonów wejściowych z granitu. Pierwotnie trzyperonowy układ dworca zakładał ich specjalizację: skrajne obsługiwały podróżnych odjeżdżających w kierunku wschodnim lub zachodnim, środkowy – przyjeżdżających z obu kierunków (obsługa pociągu najpierw otwierała drzwi na peron środkowy dla wysiadających, potem na skrajny dla wsiadających, co pozwalało na uniknięcie kolizji podróżnych na peronach i w drzwiach wagonów).
Każdy z trzech peronów ma po 2 niezależne wyjścia na powierzchnię (peron 1. i 3. na wysokości pawilonów, peron 2. na swoich końcach), istnieją też dwa przejścia podziemne w tym jedno nieczynne, łączące dawniej tylko perony zewnętrzne. Czynne łączy wszystkie perony Śródmieścia i Dworca Centralnego. Oprócz oddzielnych zespołów kas dla każdego kierunku, na dworcu zaprojektowano także cztery kioski gastronomiczne i przemysłowe, poczekalnie, zespoły sanitarne, pomieszczenia służbowe oraz bardzo rozbudowany zespół pomieszczeń technicznych. Na jednym z peronów zainstalowano automaty telefoniczne. Zaprojektowano schody ruchome prowadzące na dworzec, jednak ich nie zrealizowano. Dworzec uzyskał odpowiednio izolowany i odwodniony strop przykryty warstwą ziemi, co umożliwia wegetację roślin. We wnętrzu dworca umieszczono 52 mozaiki sufitowe i 27 mozaik ściennych. Wszystkie z własną iluminacją. Ich głównym autorem był Wojciech Fangor, a wykonano je we włocławskich zakładach fajansowych. Kierunek zachodni oznaczono płytkami zielonymi i niebieskimi, a wschodni żółtymi, pomarańczowymi i czerwonymi. Dworzec charakteryzował się także oryginalnymi krawędziami peronów, które były kolorowe i podświetlone od spodu świetlówkami. Krawędzie torowiska prowadzącego na wschód były biało-czerwone, natomiast tego prowadzącego na zachód były biało-błękitne. W hali peronowej zamontowano poidełka wykonane z betonu płukanego.
Bezpośrednio po oddaniu do użytku dworzec zachwycał użytkowników swoją estetyką i funkcjonalnością, wynikającą z dużej przelotowości i zastosowania segregacji ruchu pieszego.
W 2006 roku rozpoczął się remont bardzo już zaniedbanego kompleksu dworcowego, zakończony w styczniu roku 2007. Dworcowi przywrócono w większości stan sprzed 40 lat, świadomie rezygnując jednak z daleko idącej modernizacji – w planach na kolejne lata przewidziano wyburzenie pawilonów naziemnych i budowę centrum handlowego z częścią dworcową. Ich likwidację przewiduje obowiązujący od 2010 plan zagospodarowania przestrzennego, który przewiduje budowę ulicy w miejscu placu z pawilonami. W 2014 pawilony zewnętrzne przeszły kolejną doraźną renowację i remont elewacji, która była w bardzo złym stanie. Plany likwidacji pawilonów były możliwe, bo nie były one objęte ochroną konserwatorską. Samo podziemie dworca od 2016 jest wpisane do gminnej ewidencji zabytków pod numerem SRO34200. Pod koniec 2020 do rejestru zabytków wpisano najpierw zespół mozaik, a potem cały dworzec.
Na dworcu znajdują się automaty biletowe Kolei Mazowieckich i Zarządu Transportu Miejskiego.
Windę na dworcu zainstalowano w 2010.

## Obsługiwane połączenia
| Przewoźnik         | Linia | Trasa                                                                |        |
| ------------------ | ----- | -------------------------------------------------------------------- | ------ |
| SKM Warszawa       | S1    | Otwock – Warszawa Śródmieście – Pruszków                             | [ 29 ] |
| SKM Warszawa       | S2    | Sulejówek Miłosna – Warszawa Śródmieście – Warszawa Lotnisko Chopina | [ 29 ] |
| Koleje Mazowieckie | R1    | Warszawa Wschodnia – Warszawa Śródmieście – Skierniewice             | [ 30 ] |
| Koleje Mazowieckie | R2    | Warszawa Zachodnia – Warszawa Śródmieście – Siedlce – Łuków          | [ 30 ] |
| Koleje Mazowieckie | R3    | Warszawa Wschodnia – Warszawa Śródmieście – Łowicz Główny            | [ 30 ] |
| Koleje Mazowieckie | R6    | Warszawa Zachodnia – Warszawa Śródmieście – Tłuszcz                  | [ 30 ] |
| Koleje Mazowieckie | R7    | Warszawa Zachodnia – Warszawa Śródmieście – Dęblin                   | [ 30 ] |

## Pasażerowie
W roku 2017 wymiana pasażerska wyniosła 19,4 mln osób (53,1 tys. dziennie), co dało jej 3. miejsce w Polsce.
W roku 2018 wymiana pasażerska wyniosła 17,4 mln osób (47,8 tys. dziennie), co dało jej 3. miejsce w Polsce.
W roku 2019 wymiana pasażerska wyniosła 16,2 mln osób (44,5 tys. dziennie), co dało jej 4. miejsce w Polsce.
W roku 2020 wymiana pasażerska wyniosła 7,2 mln osób (19,8 tys. dziennie), co dało jej 9. miejsce w Polsce.
W roku 2021 przystanek obsłużył 6,7 mln osób (18,4 tys. pasażerów na dobę), co dało mu 11. miejsce w Polsce.

### Tablice pamiątkowe
- Tablica upamiętniająca pioniera elektryfikacji kolei w Polsce Romana Podoskiego (pawilon wschodni), wmurowana w latach 60. XX wieku[33].
- Tablica upamiętniająca Dworzec Wiedeński i odjazd pierwszego pociągu do Grodziska 14 czerwca 1845 (pawilon wschodni)[33].
- Tablica ku pamięci Czesława Jaworskiego, zasłużonego dla elektryfikacji kolei w Polsce (pawilon zachodni), odsłonięta 23 marca 1988[33].
- Tablica upamiętniająca akcje odwetowe Gwardii Ludowej w dniach 24 października 1942 i 17 stycznia 1943 na lokal „Mitropa” (pawilon zachodni), wmurowana w latach 60. XX wieku[33].

## Planowany łącznik ze stacją metra Centrum
Od początku istnienia dworca przewiduje się wybudowanie przejścia podziemnego do otwartej w 1998 stacji metra Centrum, jednak jego budowa opóźnia się. Kwestia budowy łącznika powróciła w latach 2018–2019. Jednym z możliwych wariantów jest budowa łącznika jedynie do placu przed wejściami do metra, rozważane jest także stworzenie bezpośredniego połączenia stacji metra z Dworcem Centralnym z odnogą do dworca Warszawa Śródmieście. W styczniu 2021 ogłoszono przetarg na wykonawcę analizy trzech wariantów wykonania połączenia między dworcami i stacją metra.

## Dworzec w kulturze masowej
- 31 grudnia 1963, kilka miesięcy po oddaniu dworca do użytku, na peronach odbył się bal sylwestrowy[38], który uwieczniła m.in. Polska Kronika Filmowa[39].
- Dworzec wystąpił w kilku filmach m.in. w Beacie zakochany w tytułowej bohaterce Olek Smoleński po kilku dniach poszukiwań spotyka ją na tym dworcu i namawia do powrotu do domu. Z kolei w Spotkaniu ze szpiegiem Maria Polińska spotyka się tam z imperialistycznym szpiegiem Bernardem[40].
- Od kwietnia do sierpnia 2006 roku, w ramach imprezy „Dekarock Antyradia” zorganizowanej przez rozgłośnię, na dachu dworca koncerty zagrały zespoły: T.Love, Oddział Zamknięty, Hey, Strachy na Lachy i Homo Twist[41][42].
- W wydanej w 2014 roku postapokaliptycznej powieści Kompleks 7215 i jej kontynuacji Dworzec Śródmieście Bartka Biedrzyckiego został opisany jako jedno z miejsc, gdzie po wojnie atomowej znaleźli schronienie ocaleni warszawiacy[43].